# Guvernorát
Guvernorát (francouzsky gouvernorat, anglicky governorate) je územní správní jednotka, v jejímž čele stojí guvernér. Zatímco anglicky mluvící země směřují k pojmenovávání regionů spravovaných guvernérem jako státy, provincie nebo kolonie, označení guvernorát je často používáno pro anglický překlad správních jednotek neanglicky mluvících zemí.
Nejčastěji se tento pojem používá při překladu arabského محافظة (muḥāfaẓah), zřídka vilájet. Může ale také odkazovat na gubernii a generálního guvernéra Ruského impéria nebo na 34 „gobernaciones“ Španělského impéria.

## Arabské země
Arabský pojem محافظة (muḥāfaẓah), plurál محافظات (muḥāfaẓāt), je odvozen od titulu المحافظ (al-muḥāfiẓ) = „guvernér“, „místodržitel“, „zástupce panovníka“. Arabské muḥāfaẓ ovšem současně znamená „ochrana“, takže etymologicky lze titul místodržitele přeložit jako „ochránce“. Naproti tomu anglické a francouzské varianty slova guvernorát jsou odvozené z francouzského gouvernement („vláda“), potažmo z latinského slovesa gubernare („řídit“, „vládnout“, „vést“) a řeckého kybernan („řídit, kormidlovat loď“).
Pojem guvernorát jako správní jednotka arabských zemí se v češtině objevuje až v poslední době pod vlivem angličtiny a francouzštiny. Přímý, ale poněkud zastaralý překlad arabského muḥāfaẓah by mohl znít místodržitelství. Není ale důvod, proč tyto územní jednotky nepřeložit do češtiny prostě jako provincie nebo kraj.
Muháfaza je správní jednotkou v mnoha arabských zemích. Někde muháfazy spojují více vilájetů; jiné důkladně dodržují tradiční hranice vilájetů z dob Osmanské říše. S výjimkou Tuniska, všechny níže uvedené „guvernoráty“ jsou překladem arabského slova muháfaza.
- Guvernoráty Bahrajnu
- Guvernoráty Egypta
- Guvernoráty Iráku
- Guvernoráty Jemenu
- Guvernoráty Jordánska
- Guvernoráty Kuvajtu
- Guvernoráty Libanonu
- Guvernoráty Ománu
- Guvernoráty Palestiny
- Guvernoráty Saúdské Arábie
- Guvernoráty Sýrie
- Guvernoráty Tuniska (vilájet)